# هنري هورن
هنري هورن (بالإنجليزية: Henry Horn)‏ هو محامي وسياسي أمريكي، ولد في 1786 في الولايات المتحدة، وتوفي في 12 يناير 1862 في نفس البلد. حزبياً، نشط في الحزب الديمقراطي. وقد انتخب عضو مجلس النواب الأمريكي.